# Methles laevis
Methles laevis är en skalbaggsart som beskrevs av Zimmermann 1933. Methles laevis ingår i släktet Methles och familjen dykare. Inga underarter finns listade i Catalogue of Life.